# Pyrrhula nipalensis
Il ciuffolotto bruno (Pyrrhula nipalensis Hodgson, 1836) è un uccello passeriforme appartenente alla famiglia Fringillidae.

## Etimologia
Il nome scientifico della specie, nipalensis, è un ovvio riferimento al suo areale.

## Descrizione

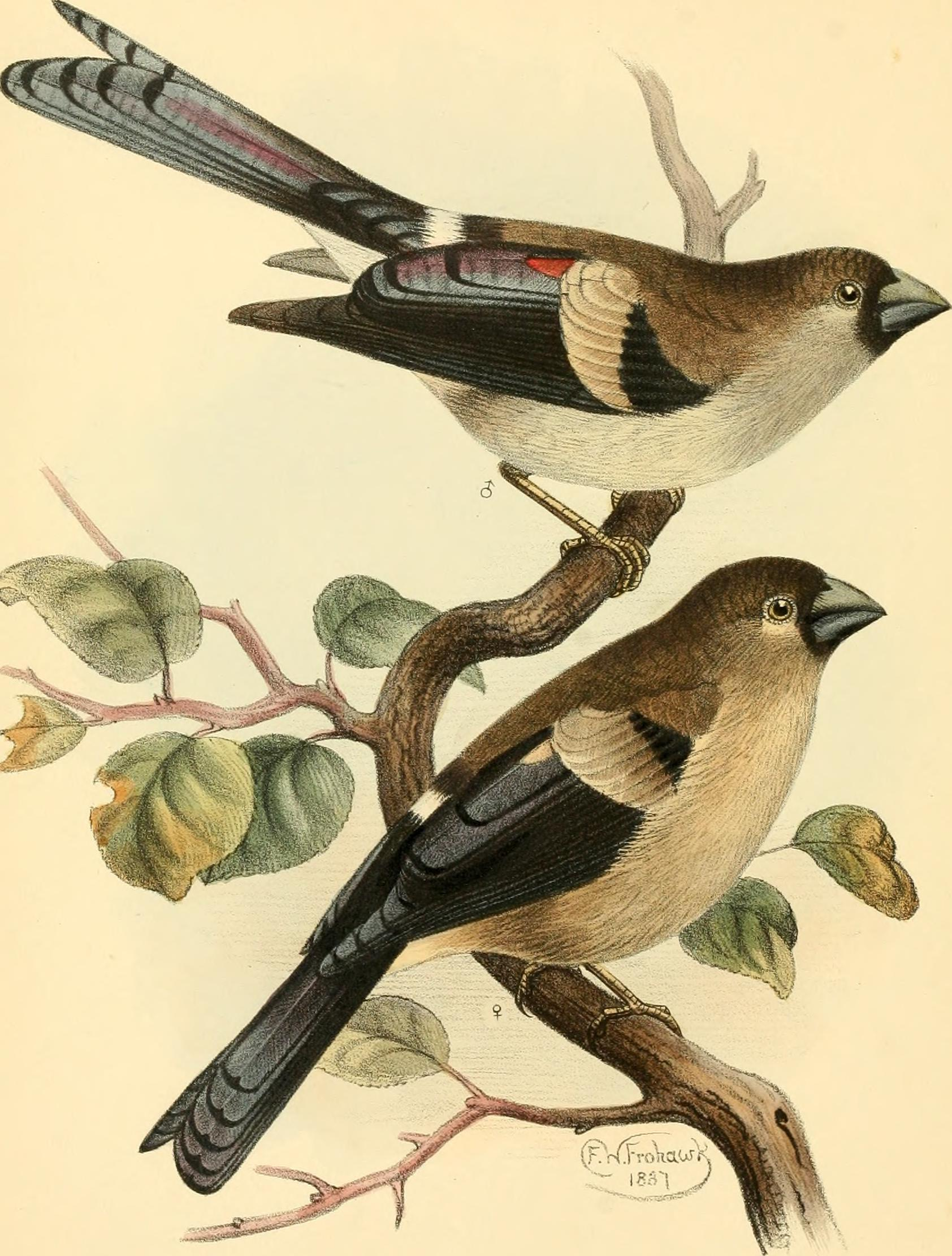
Illustrazione del 1888 raffigurante una coppia: maschio in alto.

### Dimensioni
Misura 16-17 cm di lunghezza, per 18-29 g di peso.

### Aspetto
L'aspetto di questi uccelli è quello tipico dei ciuffolotti, massiccio e robusto, con grossa testa e becco tozzo e massiccio, di forma arrotondata.
Il piumaggio, a dispetto del nome comune, è perlopiù grigiastro, con tendenza ad assumere decise tonalità bruno-oliva su dorso e testa: le copritrici sono bianche, mentre il resto dell'ala, così come la coda (fatta salva la parte mediana delle penne centrali, che è bianca anch'essa), è di colore nero con sfumature metalliche bluastre. Sulla faccia è presente una mascherina nera, mentre la parte superiore delle guance è biancastra: il dimorfismo sessuale è poco evidente, col maschio che si differenzia dalla femmina unicamente per la presenza di una linea di colore rosso-arancio sull'ultima penna delle remiganti terziarie, che in questa specie hanno forma squadrata e sono piuttosto prominenti. In ambedue i sessi, becco e zampe sono nerastri, mentre gli occhi sono di colore bruno scuro.

## Biologia
Si tratta di uccellini dalle abitudini prettamente diurne, vivaci ma abbastanza timidi, che vivono solitamente in coppie, ma che possono riunirsi anche in gruppetti in prossimità delle fonti di cibo durante il periodo invernale.

### Alimentazione

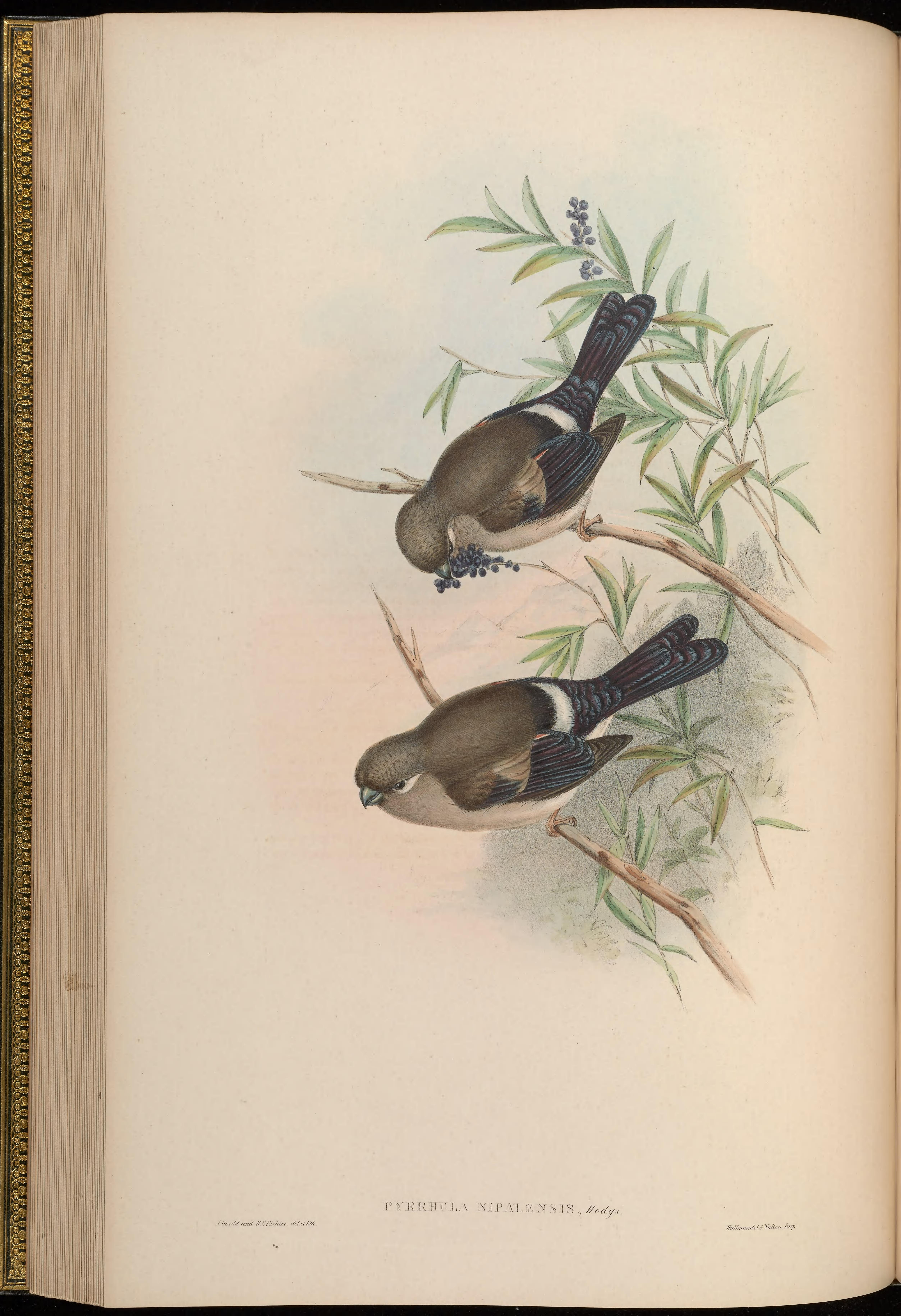
Due esemplari in un'illustrazione di John Gould.

La dieta di questi uccelli è principalmente granivora, comprendendo una grande varietà di semi e granaglie, oltre che altro materiale di origine vegetale (germogli, frutti, bacche, nettare di rododendro) e, sebbene sporadicamente, anche insetti e piccoli invertebrati.

### Riproduzione
La stagione riproduttiva si estende da febbraio alla metà di luglio: durante questo periodo, le coppie si legano saldamente e divengono piuttosto territoriali, difendendo accanitamente i dintorni del nido da eventuali intrusi.
Il nido, a forma di coppa, viene costruito da ambedue i partner fra le fronde a 2-15 m d'altezza, utilizzando fibre vegetali per l'intelaiatura e foderando l'interno con foglie e muschio: al suo interno, la femmina depone 1-3 uova, che vengono covate per circa due settimane. I pulli, ciechi ed implumi alla schiusa, vengono accuditi da ambedue i genitori ed abbondantemente imbeccati con semi e insetti rigurgitati, e sono in grado d'involarsi a tre settimane circa dalla schiusa.

## Distribuzione e habitat
A dispetto dal nome scientifico, il ciuffolotto bruno non è endemico del Nepal: la specie ha infatti una distribuzione piuttosto ampia, anche se abbastanza frammentaria, che va dalle pendici meridionali dell'Himalaya (Himachal Pradesh) alla Cina sud-orientale (Fujian), con popolazioni isolate (spesso corrispondenti a sottospecie a sé stanti) a Taiwan, nell'Annam, nella penisola di Malacca e in Birmania.
L'habitat di questi uccelli è rappresentato dalle foreste pedemontane e montane, sia a prevalenza di conifere che decidue, ma con presenza di denso sottobosco e di fonti permanenti d'acqua dolce.

## Tassonomia
Se ne riconoscono 5 sottospecie:

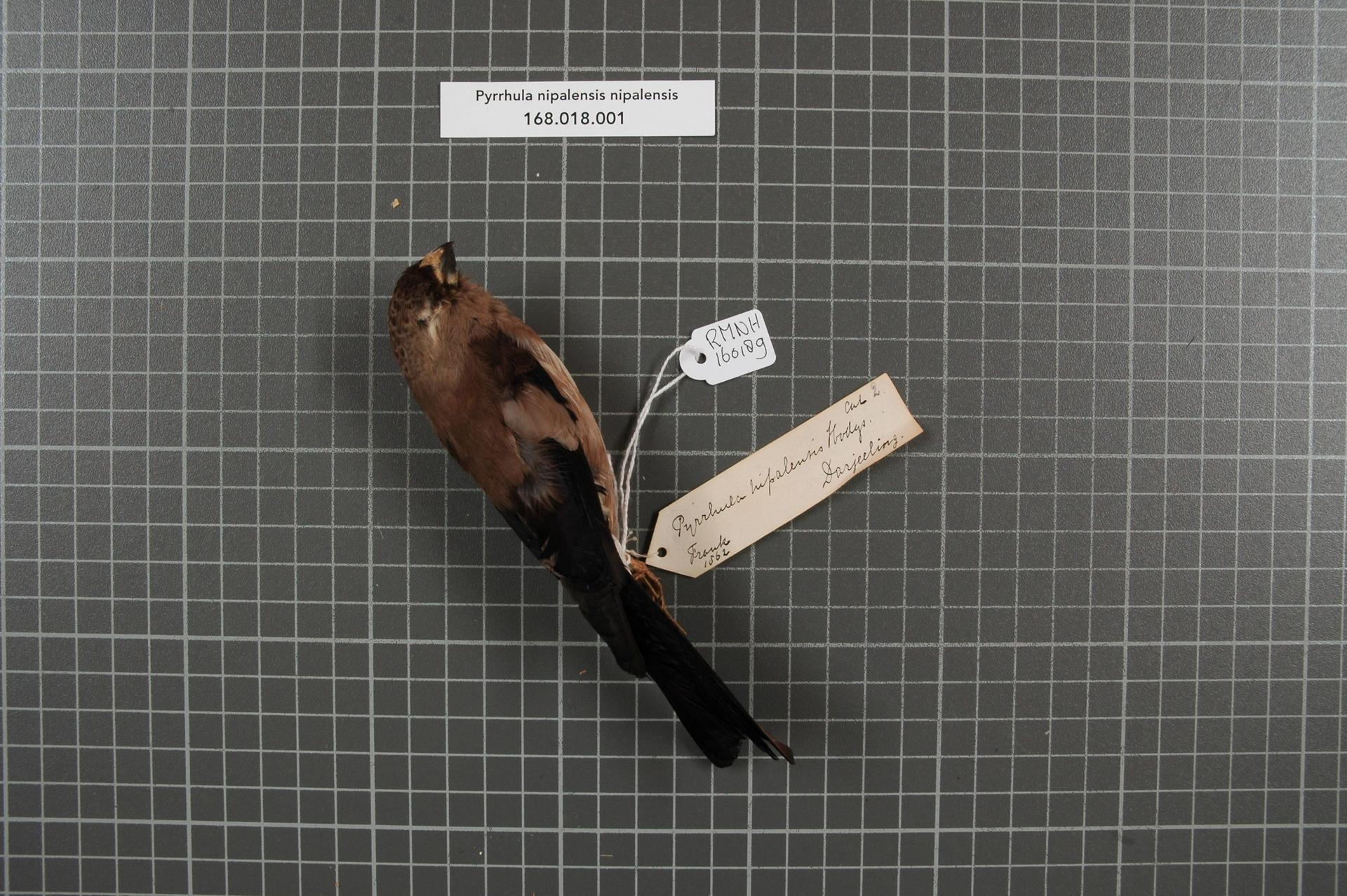
Maschio impagliato della sottospecie nominale proveniente dal Darjeeling.

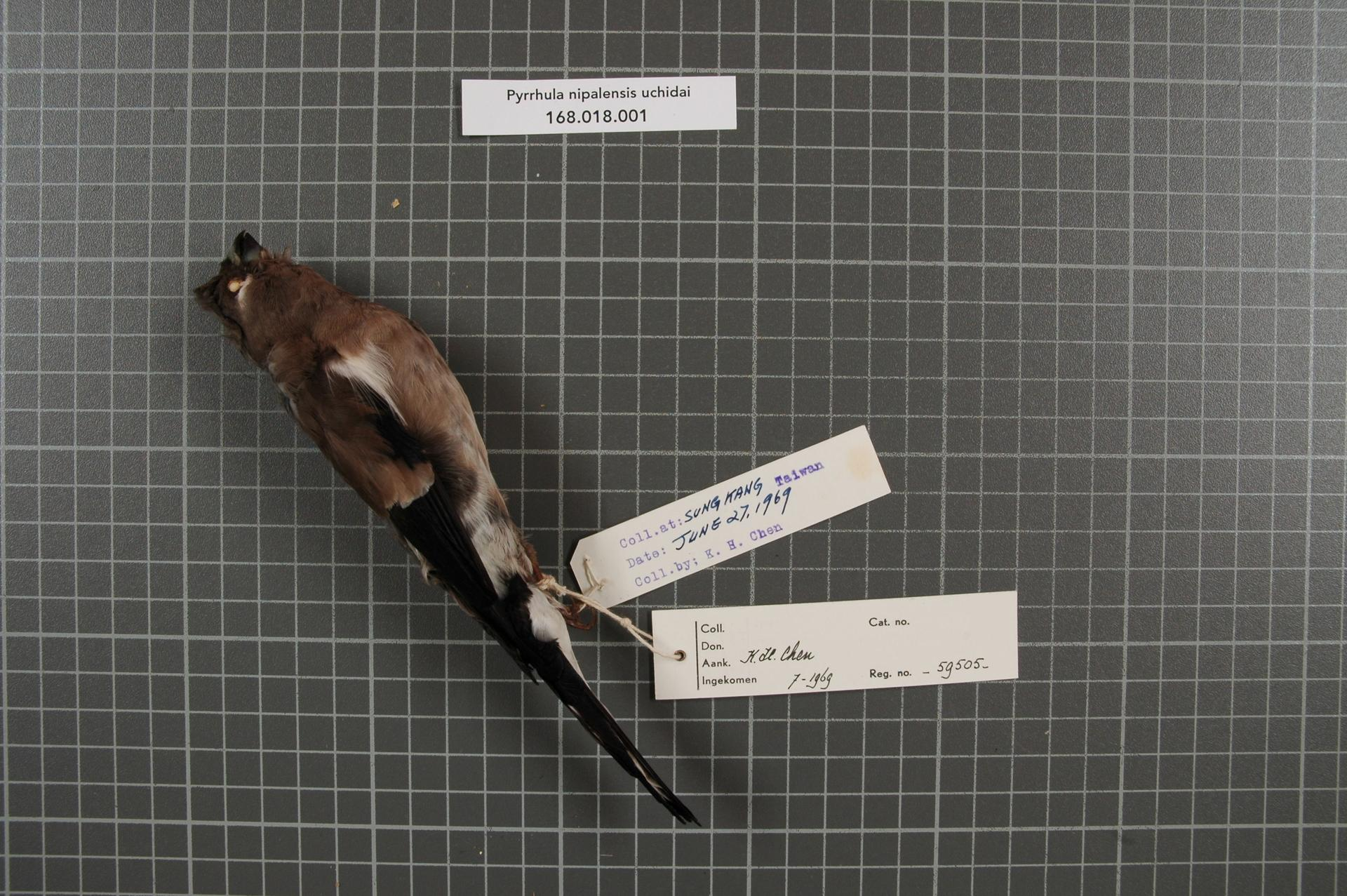
Maschio impagliato della sottospecie uchidai.

- Pyrrhula nipalensis nipalensis Hodgson, 1836 - La sottospecie nominale, diffusa sulle pendici meridionali dell'Himalaya;
- Pyrrhula nipalensis ricketti La Touche, 1905) - diffusa dall'Assam alla Cina sud-orientale e al Tonchino;
- Pyrrhula nipalensis victoriae Rippon, 1906 - endemica delle Chin Hills in Birmania;
- Pyrrhula nipalensis waterstradti Hartert, 1902 - diffusa negli stati malesi di Selangor e Pahang;
- Pyrrhula nipalensis uchidai Kuroda, 1916 - endemica di Taiwan.

Secondo alcuni studiosi le differenze fra la sottospecie ricketti e la sottospecie nominale sarebbero troppo esigue per parlare di sottospecie differenti, mentre riguardo alla popolazione sud-vietnamita mancano dati a supporto dello status tassonomico.
Nell'ambito del proprio genere di appartenenza, il ciuffolotto bruno occupa assieme al ciuffolotto guancebianche un clade basale dal quale avrebbero avuto origine tutte le altre specie.